# 竜神の吊り橋
竜神の吊り橋（りゅうじんのつりばし）は、山形県村山市にある最上川に架かる吊橋。

## 概要
村山市の大槇地区と河島地区を結んでいる吊橋である。歩行者専用の歩道橋のため車両は通行できない。河島地区側にある「村山市農村文化保存伝承館」の完成に合わせ建設された橋で、1993年3月に開通した。むらやまフットパスのひとつ。
橋の名称は、河島地区にある竜神を祭る「八大竜王神社」に由来する。